# Xella
De Xella Groep met hoofdzetel in Duisburg, Duitsland, ontwikkelt, produceert en verkoopt bouw- en isolatiematerialen.

## Het bedrijf
De Xella Groep ontwikkelt, produceert en verkoopt bouw- en isolatiematerialen gemaakt met minerale grondstoffen. Als moederbedrijf van de merken Ytong, Silka en Hebel is het wereldwijd een van de grootste producenten van cellenbeton (AAC, autoclaved aerated concrete) en kalkzandsteen. Het merk Multipor staat voor onbrandbare minerale isolatieplaten.
Naast deze merken voor bouw- en isolatiematerialen biedt Xella met "blue.sprint" een digitale dienst om de bouwprocessen eenvoudiger te laten verlopen. Met de hulp van een digitale twin kan een bouwobject in virtuele vorm aangemaakt worden om materialen efficiënter te plannen en op middelen te besparen. Er wordt in open BIM samengewerkt volgens een model gebaseerd op een IFC-specificatie. Met deze dienst kan er bij projecten tot 20 procent op de ruwe bouwkosten en 30 procent op de daaraan bestede tijd worden bespaard.
Een integraal onderdeel van Xella's bedrijfsstrategie is duurzaamheid in de zin van het bieden van een basis voor duurzaam en gezond wonen, bouwen en renoveren. Momenteel is het bedrijf aanwezig in meer dan 22 landen met 51 fabrieken. In 2024 genereerde de Xella Group een omzet van 1 miljard euro met ongeveer 4.500 medewerkers.
De in Luxemburg gevestigde holding Xella International Holdings is in handen van de financiële investeringsgroep Lone Star Funds. Dat verkreeg in 2017 een meerderheidsparticipatie in de Xella Groep van twee private-equityfirma's PAI partners (Frankrijk) en Goldman Sachs Capital Partners (VS). Die hadden de Xella Groep op hun beurt in september 2008 van Haniel overgenomen.

## Geschiedenis
Xella is ontstaan als naamsverandering van Haniel Bau-Industrie, dat al sinds de jaren 1940 bestond en vanaf 1948 kalkzandsteen produceerde. Tussen 2000 en 2002 verwierf het bedrijf, nog steeds onder de naam Haniel Bau-Industrie, de fabrieken Goslar Fels, Hebel en Ytong. In 2002 zette het bedrijf zijn eerste stappen in China en veranderde het zijn naam in Xella Baustoffe. In 2003 presenteerde het bedrijf zich onder een nieuwe naam op de BAU-beurs in München. In hetzelfde jaar stootte de onderneming haar belang af in Norddeutsche Naturstein GmbH (NNG) in Flechtingen, dat sinds 2005 een dochteronderneming was van Basalt-Actien-Gesellschaft.
Xella sloot toen tal van cellenbetonfabrieken, uitsluitend voormalige Hebel-sites. Enkele honderden banen gingen verloren.
Sinds 2003 heeft Xella een eigen onderzoeks- en ontwikkelingsbedrijf in Brandenburg met twee vestigingen - een in Emstal bij Lehnin, de andere in Brück bij Bad Belzig. Hier werken technici in de drie vakgebieden toepassingsonderzoek/bouwfysica, procestechniek en product- en procesonderzoek. In 2006 werd de firma Halfen (bevestigingstechniek) uit Langenfeld verkocht. In 2007 en 2008 vond verdere internationale expansie plaats in Oost-Europa, China en Rusland.
In 2008 werd Xella door Haniel verkocht aan PAI Partners en Goldman Sachs Capital Partners. In 2009 en 2010 opende Xella nieuwe Ytong-fabrieken in Roemenië en China en een kalkfabriek in Rusland. In april 2011 nam Xella zijn intrek in het nieuwe hoofdkantoor in Duisburg-Huckingen. Op 11 mei 2012 werd het hoofdkantoor van Xella omgedoopt tot Axel Eriksson House. Axel Eriksson, Zweeds architect en onderzoeker, had in 1923 cellenbeton uitgevonden.
In maart 2012 mislukte de overname van de meerderheid van de aandelen van het Deense H+H International A/S, gevestigd in Kopenhagen. Het Duitse Bundeskartellamt heeft de overname verboden, omdat Xella hierdoor een machtspositie zou krijgen op de markt voor cellenbeton en lichtbetonblokken op de Noord-Duitse en West-Duitse regionale markten. Het bedrijf was niet in staat om een meerderheidsbelang in H+H International te verwerven. Een mogelijke beursgang werd in oktober 2015 geannuleerd, daarbij verwijzend naar de ongunstige marktsituatie. In december 2016 werd bekend dat Xella voor een niet nader genoemd bedrag was verkocht aan de investeringsmaatschappij Lone Star. In augustus 2017 kondigde Xella de overname aan van de Spaanse isolatiefabrikant Ursa, die begin 2022 werd verkocht aan Etex.

## De merken
De Xella Group combineert de competenties en knowhow van haar productmerken Ytong, Silka, Multipor, Hebel en ontwikkelt deze voortdurend verder. Xella heeft als een van de weinige Europese bedrijven in de bouwmaterialenindustrie een eigen technologie- en onderzoekscentrum met drie afdelingen: product- en procesonderzoek, kwaliteitsmanagement en toepassingsonderzoek/bouwfysica.

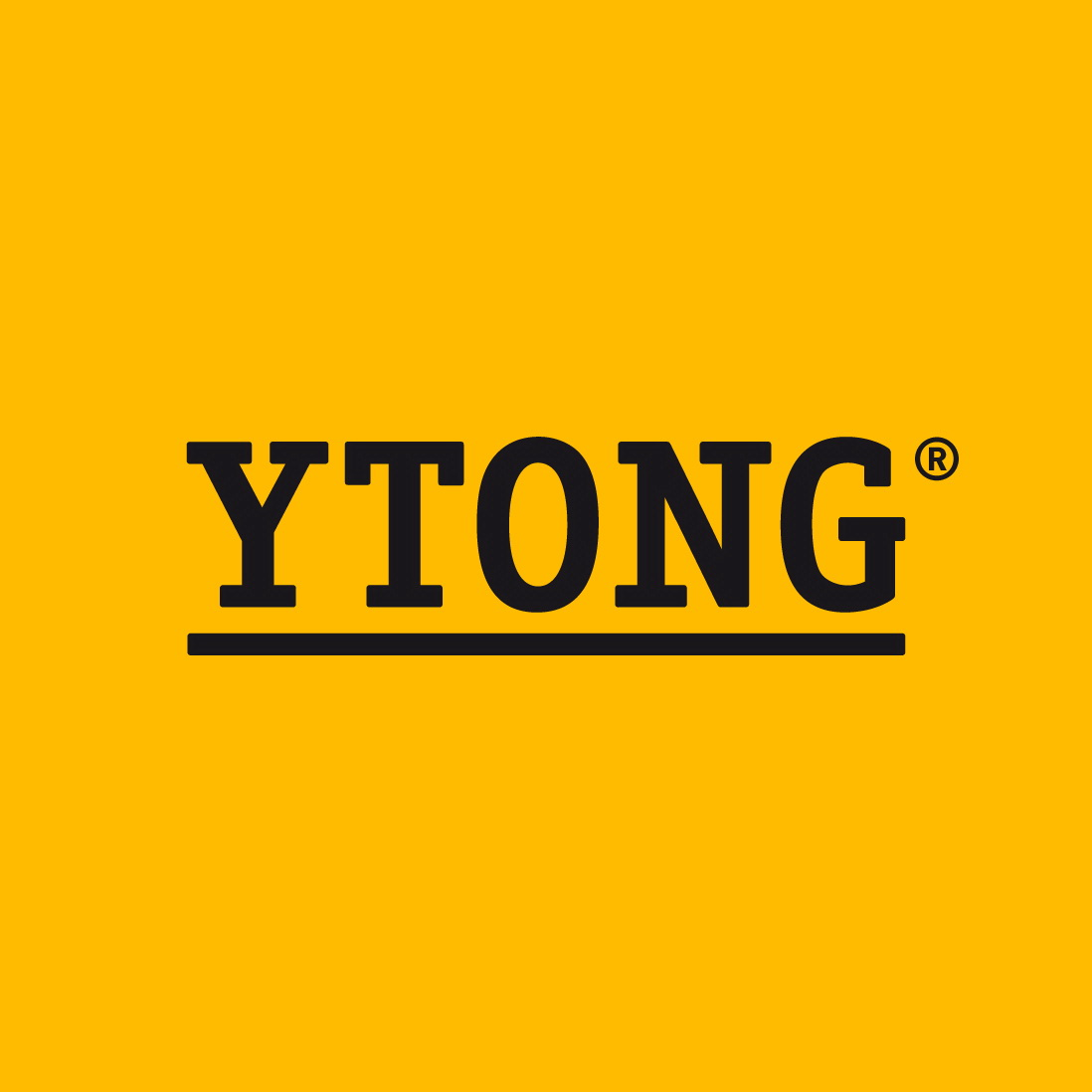
Ytong logo
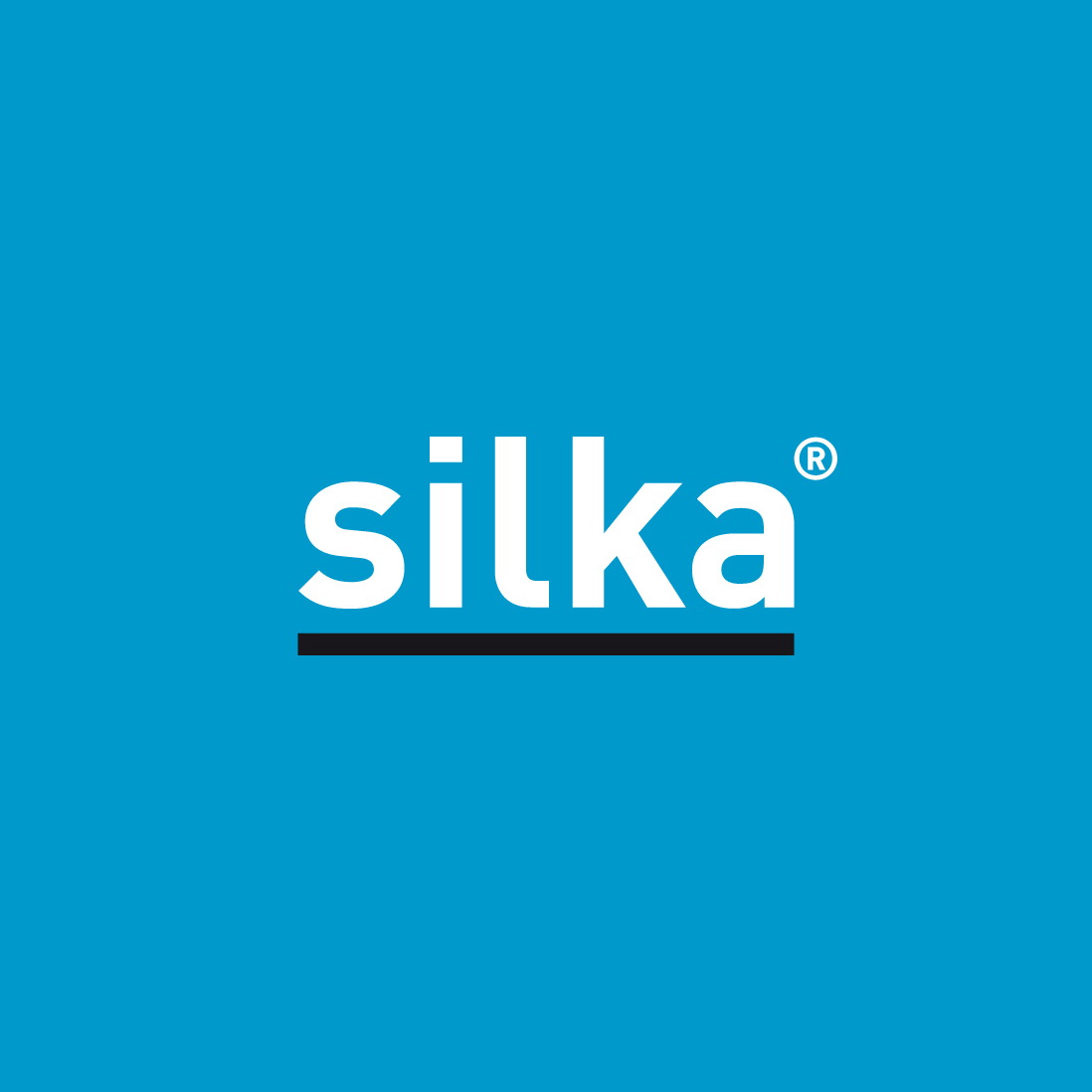
Silka logo
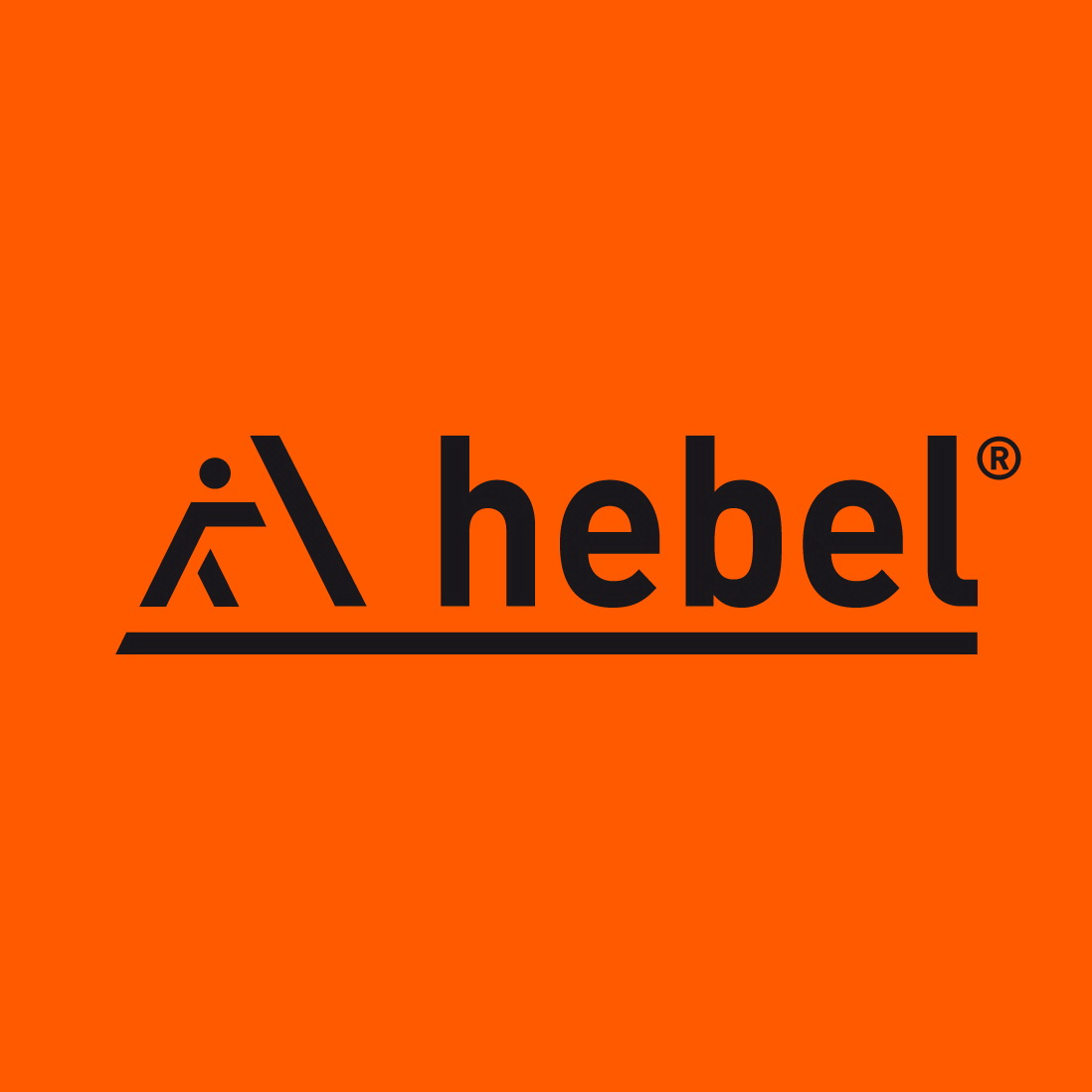
Hebel logo
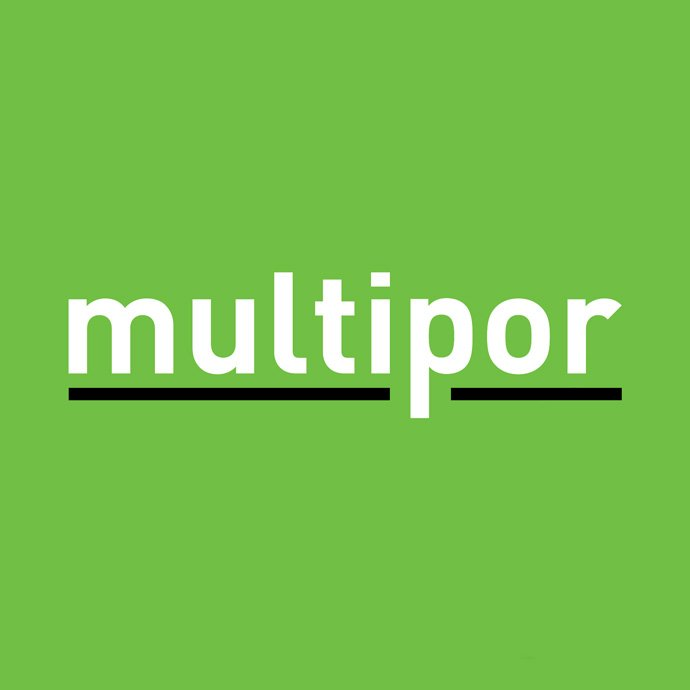
Multipor logo